# Bengt Levin
Bengt Olof Levin, född 30 september 1958 i Karlstad, död 1 januari 2020 i Norrstrands distrikt i Karlstad, var en svensk orienterare som vann SM i stafett 1985.. Han tog silver i stafett vid VM 1981 och brons i stafett vid VM 1983.  Han tävlade för Almby IK. Levin är gravsatt i Norra minneslunden på Ruds kyrkogård i Karlstad.